# Bugatti Automobiles
Bugatti Automobiles S.A.S. är en fransk biltillverkare som tillverkar exklusiva super- och lyxbilar som sedan juli 2021 ägs av Rimac Automobili och Porsche. Verksamheten är i huvudsak förlagd i Molsheim, Alsace, med tillverkningsorter runt om i världen.

## Historia
Volkswagen AG köpte rättigheterna till att tillverka bilar under namnet Bugatti i juni 1998 på initiativ av den dåvarande styrelseordföranden Ferdinand Piëch. Köpet följde köpet av Lamborghini (av Volkswagens dotterbolag Audi), Bentley och Rolls-Royce-fabriken i Crewe, Storbritannien. Den 22 december 2000 inkorporerade officiellt Volkswagen Bugatti Automobiles S.A.S., med den tidigare Volkswagenchefen Karl-Heinz Neumann som VD. Volkswagen köpte huset Château Saint Jean, Ettore Bugattis tidigare gästhus i Dorlisheim, nära Molsheim, och renoverade byggnaden till huvudkontor för Bugatti Automobiles. Bugattis originalfabriker ägdes av den franska flygkoncernen Snecma, som var ovilliga att låta Bugatti Automobiles tillverka fordon där. Vid Pebble Beach Concours d’Elegance i augusti 2000 tillkännagav Volkswagen att de skulle bygga en ny modern fabrik nära Château Saint Jean. Fabriken öppnade den 3 september 2005.